# Afonso IV do Congo
Afonso IV (1694 - 17 de junho de 1760) foi o manicongo (rei) do Reino do Congo entre 1758 e 1760 no período de linhagens rotativas, uma monarquia eletiva estabelecida por Pedro IV. Porém seu reinado foi marcado pelo início de uma instabilidade política no reino.

## Biografia
Afonso nasceu em 1694, sendo filho de Garcia de Quinzala, eleito rei em 1743 no sistema de "linhagens rotativas". Reinou por um curto período de tempo e pouco se sabe sobre os acontecimentos em seu governo. Possivelmente ele tenha sido assassinado em um complô dos príncipes de outras casas. Foi sucedido por António II. 